# Везима (Савона)
Везима је насеље у Италији у округу Савона, региону Лигурија.
Према процени из 2011. у насељу је живело 10 становника. Насеље се налази на надморској висини од 345 м.